# Нижняя Коса
Нижняя Коса — деревня в Косинском районе Пермского края. Входит в состав Косинского сельского поселения. Располагается севернее районного центра, села Коса. Расстояние до районного центра составляет 7 км. По данным Всероссийской переписи населения 2010 года, в деревне проживал 91 человек (49 мужчин и 42 женщины).

## История
По данным на 1 июля 1963 года, в деревне проживало 252 человека. Населённый пункт входил в состав Косинского сельсовета.